# Preglovo
Preglovo (macedónul: Преглово) település Észak-Macedóniában, a Délnyugati körzet Plasznicai járásában.

## Népesség
| Lakosok száma | 511  | 573  | 601  | 720  | 967  | 1137 | 1031 | 1079 | 928  |
|               | 1948 | 1953 | 1961 | 1971 | 1981 | 1991 | 1994 | 2002 | 2021 |

2002-ben 1079 lakosa volt, akik közül 1070 török, 3 albán, 1 macedón és 5 más nemzetiségű.